# Genre poissard

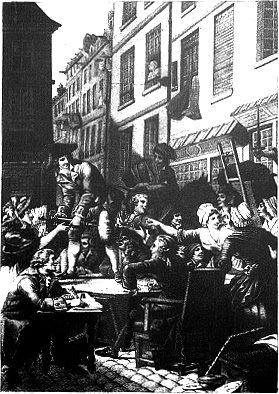
Illustration de la Pipe cassée de Vadé.

Le genre poissard est un genre théâtral et poétique qui imite le langage et les mœurs du bas peuple des halles, notamment les vendeuses de marée, dites poissardes.
Au début de la seconde moitié du XVIIIe siècle, le langage des halles fut, pendant une vingtaine d’années, à la mode dans un coin du monde littéraire. Jean-Joseph Vadé fut l’inventeur de ce genre qu’on appela « poissard » et dont il resta le maître. Il fut appelé le Teniers, le Callot de la poésie française ou le Corneille des Halles. Charles-François Racot de Grandval suivit rapidement son exemple.
La littérature poissarde, où on surprend un aspect des mœurs d’une époque, obtint un succès prodigieux dans les salons de la plus haute société du XVIIIe siècle, où Vadé était admis avec ses œuvres, et où grands seigneurs et grandes dames s’appliquaient à imiter le langage et l’accent que ce poète était allé étudier aux halles et dans les guinguettes. C’était la nature prise sur le fait, dans les classes les plus basses du peuple de Paris, que le chef du genre reproduisait avec naturel et franchise, quelquefois en prose, le plus souvent en vers. Comme l’a dit Dorat, dans la Déclamation :
Vadé, pour achever ses esquisses fidèles,

Dans tous les carrefours poursuivait ses modèles.

Jusques aux Porcherons il chercha la nature…

Trinquait, pour mieux la peindre, avec des racoleurs,

Et, changeant chaque jour de ton et de palette,

Crayonnait sur un pot Jérôme et Fanchonnette.
Fréron a écrit, en 1757, au sujet de cette mode littéraire, dans son Année littéraire, que 

« Le genre poissard n’est point un genre méprisable, et il y aurait certainement beaucoup d’injustice à le confondre avec le burlesque, cette platitude extravagante et facile du dernier siècle, qui ne pouvait subsister longtemps parmi nous. Le burlesque ne peint rien ; le poissard peint la nature, basse si l’on veut aux regards dédaigneux d’une certaine dignité philosophique, mais très agréable, quoi qu’en disent les délicats. »

La Harpe a été moins indulgent, qui n’a vu aucune ressource littéraire à la peinture de la nature dans le genre poissard : 

« Il ne faut pas beaucoup de connaissances et de réflexion, dit-il, pour sentir que, si les halles et les Porcherons peuvent fournir au pinceau et au burin, ils n’ont rien qui ne soit au-dessous de la poésie. Les arts qui parlent aux yeux ont toujours une ressource dans le mérite de l’exécution matérielle, dans la vérité des couleurs et des formes. Il n’y a aucun mérite à rimer des quolibets grossiers. La tête d’un fort de la halle ou d’une marchande de poisson peut plaire dans un tableau ou dans une gravure, et peut aussi être rendue dans la poésie qui décrit ; mais les discours de ces deux personnages sont insupportables dans la poésie qui fait parler. »

Le chef-d’œuvre du genre poissard est le poème de la Pipe cassée. Les quatre chants qui le composent sont une suite de disputes, de coups de poing, de scènes de cabaret et d’engueulements, qui se terminent par la noce de Manon-la-Grippe, nièce de La Tulipe, le héros du poème. Dans une dernière querelle, la pipe de ce dernier vole en éclats. Le pittoresque s’y joint tout du long à la crudité du langage et le ton en est si uniformément bas.
N’ayant ni le mouvement du vers ni l’harmonie de la rime, le genre poissard en prose est bien plus étranger à la littérature, quoique les contemporains de Vadé se soient beaucoup amusés des Lettres de la Grenouillère, entre Mr Jérosme Dubois, pêcheux du Gros-Caillou, et Melle Nanette Dubut, blanchisseuse de linge fin.